# Maria Assumpció Soler i Font
Maria Assumpció Soler i Font   (Girona, 22 d'abril de 1913 - Girona, 24 de març de 2004) va ser una escriptora, periodista i mestra catalana.

## Formació
De jove va ser molt influenciada pel seu oncle, mossèn Joan Font i Giralt, un esperantista i catalanista convençut. L' afusellament de Joan Font, el 1936, durant la Guerra Civil Espanyola, i la desaparició durant la guerra del seu germà Joan van marcar-la greument.
Va estudiar al col·legi de les Escolàpies a l'ombra de la Catedral de Girona. Sota la dictadura de Primo de Rivera va estudiar a l'Escola Normal i va formar part del Club Femení i d'Esports de Barcelona. La seva afiliació al sindicat Federació de Treballadors de l'Ensenyament-UGT li va causar uns problemes amb el règim franquista després de la guerra civil, però el cas va ser arxivat el 1939.

## Activitat professional
El 1932 va començar a ensenyar a l'escola pública de Rupià, i de 1934 a 1950 a Palafrugell. Després d'un interludi de 1950 a 1952, durant el qual va treballar a l'empresa del seu oncle Lluís i en una escola privada a Barcelona, tornà el 1952 a l'escola de Sant Gregori, on va estar ensenyant fins al 1980 quan passà a l'escola Migdia de Girona fins a la seva jubilació el 1982.

## Escriptora
Va rebre el Premi Fastenrath en ocasió dels Jocs Florals en l'exili el 1959 per la novel·la L'escollit, que també havia sigut finalista al premi Joanot Martorell de novel·la l'any 1951, però no va rebre el permís del Ministerio de Educación Nacional per anar a recollir el Fastenrath a París (l'inspector Bastons la va amenaçar de prohibir-li la carrera de mestra si hi anava), ni va poder veure la seva novel·la publicada mentre vivia. Es va publicar per primera vegada a Palafrugell l'any 2005, en el primer número de la col·lecció «Dones amb nom propi».
Malgrat la desil·lusió de no veure mai publicada en vida la seva obra premiada, va continuar escrivint, obligada per la repressió lingüística sota el franquisme, a utilitzar el castellà. Si bé els seus articles sobre temes seriosos foren en castellà, al 1955 va publicar a la Revista de Gerona un poema en català «Acció de Gràcies». En una presentació del llibre pòstum feta a la seva antiga escola de Sant Gregori el 2008, Marina Geli parla així de la seva tasca com a docent (resum de Pius Pujades):
| « | A Sant Gregori la Maria Soler no era una escriptora. Era la mestra. La mestra en un temps en què el mestre esdevenia el model i la referència més important en aquella societat humiliada de la postguerra. Malgrat la repressió, els mestres del país van saber salvar l'esperit i la dignitat del poble. Contra les consignes i les imposicions. Fins i tot contra la llei que intentava fer de l'escola una eina d'adoctrinament feixista i d'anticatalanisme. | » |

Després de la guerra, va continuar escrivint en català i ensenyant i també treballà com a redactora col·laboradora a la Revista de Girona.

## Dibuixant
El seu vessant com a caricaturista, poc conegut, es manifestà en diferents moments; així, va fer una exposició al Club Femení i d'Esports el febrer de 1931, una habilitat que ja havia destacat en algun article Anna Murià al desembre de 1930.

## Obra
- 1975, AA.VV., Les cinc branques (Poesia femenina catalana), Engordany (Andorra), Editorial Esteve Albert i Corp. ISBN 978-8440084071
- Poemes i més de 350 narracions-articles publicats a: Gerunda, Educación y Cultura, Los Sitios, Revista de Girona, Presència i Punt Diari.
- 2005, L' escollit, Palafrugell, Editorial Associació Suport a la Dona de Palafrugell, Palafrugell. Edició de l'obra premiada el 1959 amb el premi Fastenrath de novel·la en els Jocs Florals de la Llengua Catalana a l'exili,[13] que havia quedat inèdita. ISBN 84-609-4395-X

## Premis i reconeixements
- 1959, premi Fastenrath de novel·la en els Jocs Florals de la Llengua Catalana a l'exili
- 2004, l'Ajuntament de Girona li dedicà un carrer[14] el 28 d'octubre.[15][16]

## Família
És mare del fotògraf Jordi Soler i Font.

## Biografies i estudis
- Carme Ramilo i Martínez, «Maria Assumpció Soler, mestra i escriptora entre dues dictadures». a la Revista de Girona, núm. 235, març-abril 2006, pàg. 77-81
- Maria Assumpció Soler i Font Arxivat 2019-04-08 a Wayback Machine. al Diccionari Biogràfic de Dones, (consulta el 6 de juny de 2012)
- Carme Ramilo i Martínez, Maria Assumpció Soler i Font (1913-2004): mestra i escriptora ex aequo, (Col·lecció dones amb nom propi), Palafrugell, Associació Suport a la Dona de Palafrugell, 2007, 109 pàgines, ISBN 9788461210725
- Carme Ramilo i Martínez, «Biografia - Testimoni escrit de la nostra història. Centenari del naixement de Maria Assumpció Soler i Font», Revista de Girona [en línia], 2013, Núm. 281, p. 36-38, penjat al Racó Català.
- Carme Ramilo i Martínez, «Girona, des del poder de la paraula Amalgama temàtica en l’obra literària i periodística de Maria Assumpció Soler», Revista de Girona, 2016, núm. 299, pàg. 81-82.